# Biblia (film 1966)
Biblia (ang. The Bible: In the Beginning...) – amerykańsko-włoski film biblijny z 1966 roku w reżyserii Johna Hustona. Film jest ekranizacją pięciu początkowych historii pierwszej księgi Biblii – Księgi Rodzaju. Polski tytuł alternatywny: Biblia: Początki świata.
Treścią filmu są pradzieje ludzkości od stworzenia świata, do zniszczenie Sodomy i Gomory. Fabuła obejmuje czasy Adama i Ewy, Kaina i Abla, Noego oraz Abrahama.
Film, powstały z inicjatywy Dino De Laurentiisa miała być początkiem cyklu obejmującego całe Pismo Święte. Brak sukcesu komercyjnego pierwszego obrazu spowodował zaniechanie tego ambitnego projektu.

## Obsada
- Michael Parks – Adam
- Ulla Bergryd – Ewa
- Richard Harris – Kain
- Franco Nero – Abel
- John Huston – Noe / narrator / głos Boga
- George C. Scott – Abraham
- Ava Gardner – Sara
- Alberto Lucantoni – Izaak
- Gabriele Ferzetti – Lot
- Eleonora Rossi Drago – żona Lota
- Stephen Boyd – Nimrod
- Peter O’Toole – trzech aniołów
- Zoe Sallis – Hagar
- Pupella Maggio – żona Noego
- Robert Rietti – Namiestnik Abrahama
- Peter Heinze – Sem
- Maria Grazia Spina – córka Lota
- Angelo Boscariol – Cham
- Claudie Lange – żona Nimroda
- Anna Orso – żona Sema
- Adriana Ambesi – córka Lota
- Eric Leutzinger – Jafet
- Gabriella Pallotta – żona Chama
- Rossana Di Rocco – żona Jafeta
- Luciano Conversi – Izmael
- Giovanna Galletti – grzeszna kobieta
- Flavio Bennati – wąż, Szatan
- Giovanni Di Benedetto – strażnik Nimroda

## Produkcja
Zdjęcia kręcono w Egipcie i we Włoszech. Wykorzystano następujące włoskie lokacje według regionów: 
- Abruzja
  - prowincja L’Aquila (Monte Velino);
- Kampania
  - prowincja Neapol (zbocza Wezuwiusza);
- Lacjum
  - prowincja Latina (Itri);
  - prowincja Rzym (Rzym, Palo Laziale);
- Sardynia
  - prowincja Nuoro (Oliena);
- Sycylia
  - prowincja Enna (zbocza Etny koło Centuripe)[2][3].